# 도쿄 은행 협회 빌딩
도쿄 은행 협회 빌딩(일본어: 東京銀行協会ビルヂング, 영어: Tokyo Bankers Association Building)은 도쿄도 지요다구 마루노우치에 있는 일본의 빌딩이다. 미쓰비시지쇼와 일반 사단법인 전국 은행 협회(2011년 4월, 전국 은행 협회와 도쿄 은행 협회의 업무를 협약, 일반 사단법인으로 개편)의 공동 소유로 구 도쿄 은행 집회소의 파사드가 보존돼 있다. 인근에 ‘도쿄 은행 빌딩’이라는 명칭의 건물이 있지만 이는 본 건물과는 다른 건물이다.
높이는 82m(최고부 88.2m)이며, 지상 20층, 지하 4층으로 돼있다.

## 건물 외관

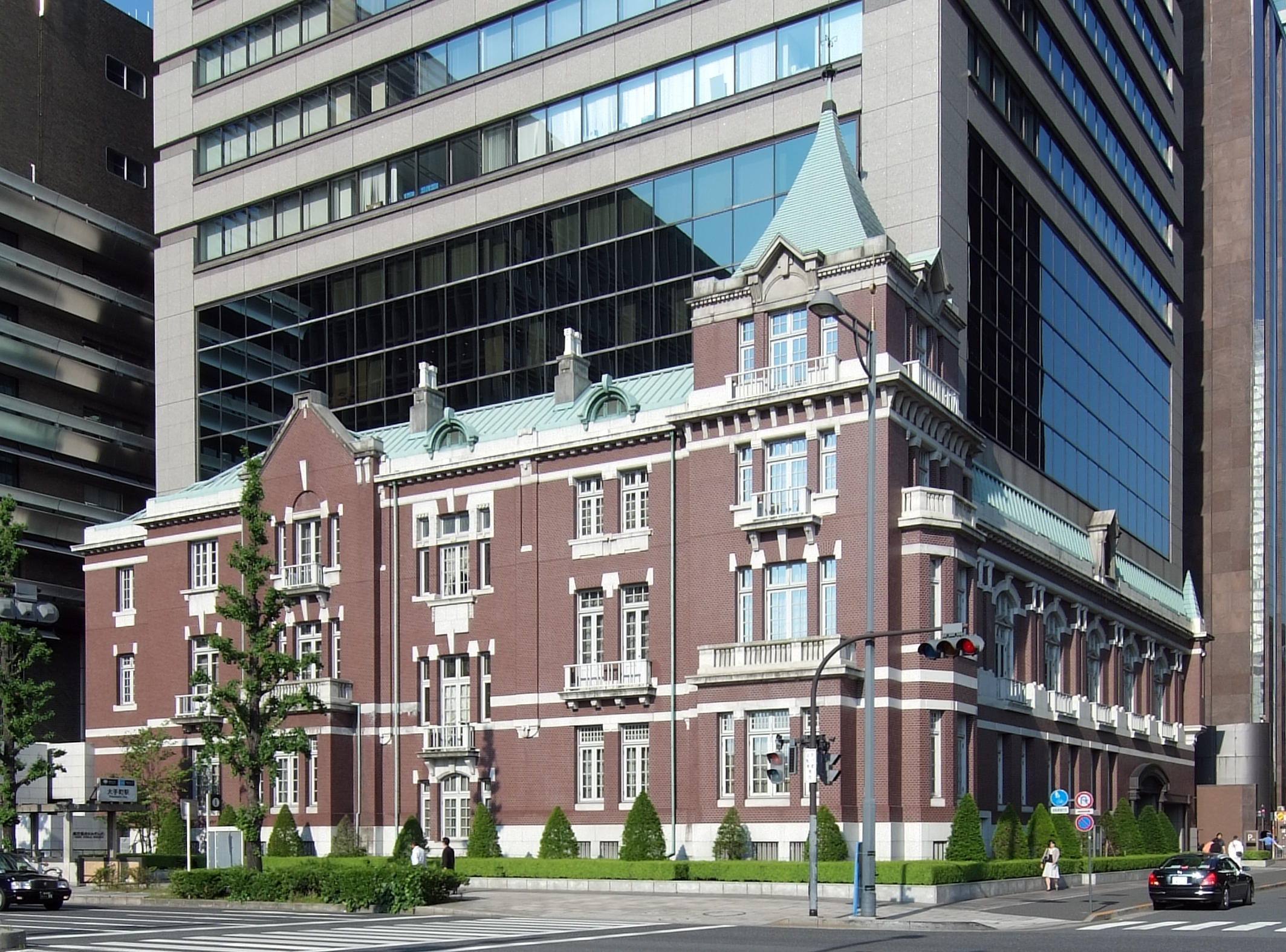
저층부의 파사드
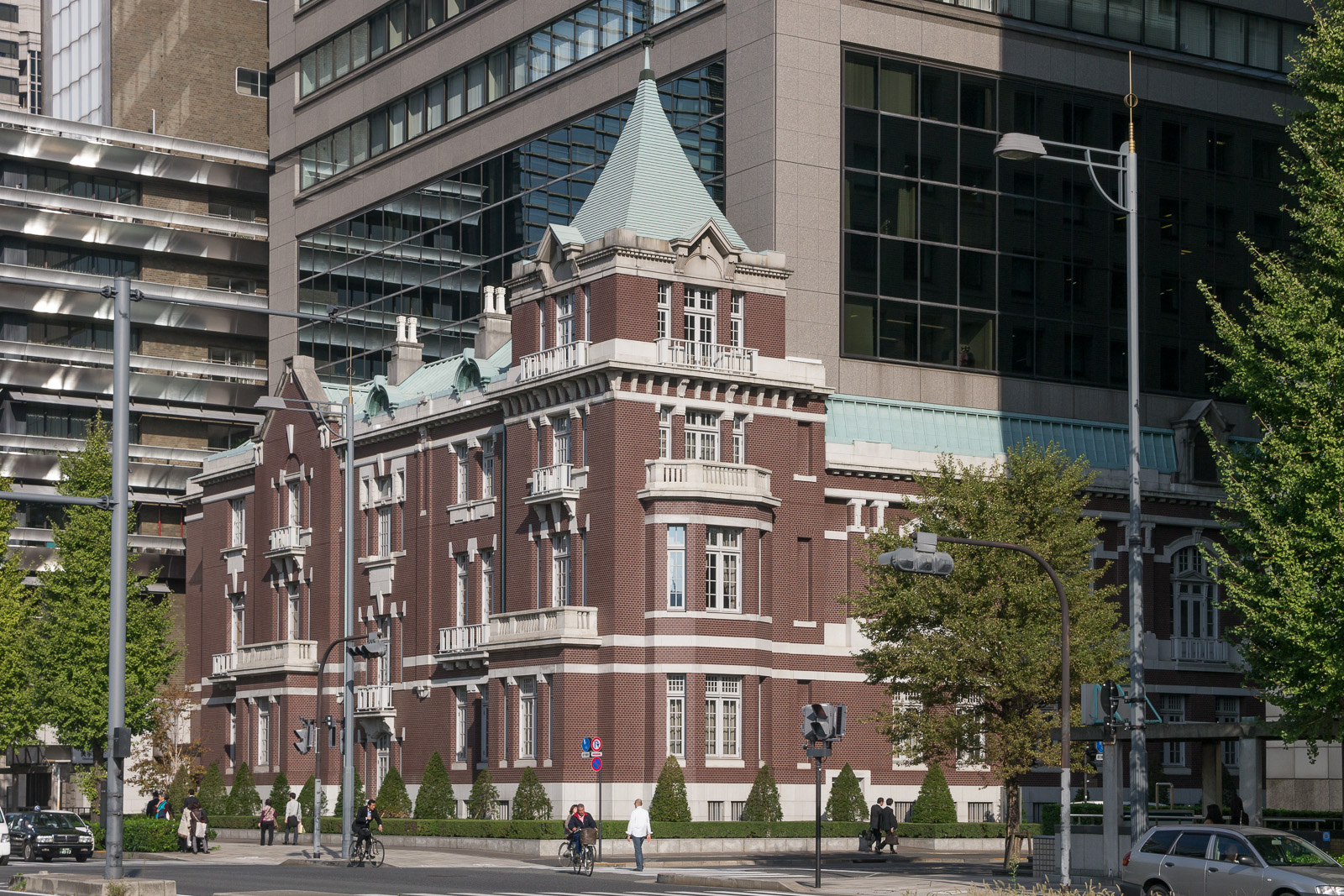
저층부의 파사드

## 같이 보기
- 미쓰비시지쇼